# Arabutã (navio)
O vapor Arabutã (Arabutan) foi o quinto navio mercante brasileiro a ser afundado pelos submarinos do Eixo, durante a Segunda Guerra Mundial, e o quarto a sê-lo após o rompimento das relações diplomáticas com a Alemanha nazista e a Itália fascista, em janeiro de 1942.
Tinha como comandante Aníbal Alfredo do Prado, quando, em 7 de março de 1942, foi afundado pelo U-155, ao largo do Cabo Hatteras, na costa leste dos Estados Unidos, mesma região onde foram afundados, em fevereiro daquele ano, o Buarque e o Olinda.

## O navio
O cargueiro foi completado em setembro de 1917, nos estaleiros Union Iron Works, em São Francisco, Califórnia. Batizado de War Sword, serviu à empresa britânica Cunard SS Co, até 1919, quando foi vendido à Navigazione Generale Italiana, estabelecida em Genova, e renomeado Caprera.
Em 1º de junho de 1932, o navio encalhou na Baía de Guanabara, Rio de Janeiro, tendo sido declarada sua perda total. Os destroços foram arrematados pela empresa Pedro Luis Correa & Castro; e, no ano seguinte, vendidos a Pedro Brando. Reconstruído nos estaleiros do empresário Henrique Lage, na Ilha do Viana (Rio de Janeiro), retornou à navegação em 1941, sob o nome Arabutã (Arabutan), operado pelo Lloyd Nacional.
Tinha um comprimento de 125 metros por 17,1 metros de largura, um calado de 11,58 metros (borda livre), e 7 874 toneladas de arqueação bruta de registro — GRT (ou 7 956 toneladas, segundo outras fontes.)
Fabricado com um casco de aço, era movido por turbinas a vapor acopladas a motores de expansão tripla, que lhe permitia alcançar a potência de 609 HP, e velocidade máxima de 11 nós.

## Afundamento
Após os torpedeamentos dos navios brasileiros Buarque e o Olinda, os quais navegavam iluminados e com bandeiras pintadas nos costados e hasteadas na popa bem visíveis, como faziam as embarcações de nações neutras, ficou decidido, então, que todos os navios da frota nacional deveriam trafegar às escuras, pintados na cor cinza e sem bandeira de identificação.
Navegando sob estas novas determinações, o Arabutã' partira do Porto de Santos, em 23 de janeiro, com destino aos Estados Unidos com uma carga de algodão. Além do Capitão-de-Longo-Curso Aníbal Alfredo do Prado, estavam a bordo 50 tripulantes. Na volta ao Brasil, trazia um carregamento de carvão, avaliado em quatro mil contos de réis, destinado à Central do Brasil, bem como um sobrevivente do Buarque, atacado em fevereiro, e três marinheiros do navio-tanque Itamarati, pegando carona.
Às 15h10 (21h10 pelo Horário da Europa Central) do sábado, 7 de março de 1942, a cerca da 81 milhas do Cabo Hatteras, na Carolina do Norte, o navio foi alvejado na proa por um torpedo disparado pelo U-155, comandado pelo Capitão-Tenente Adolf Cornelius Piening. Com o impacto, a tripulação correu para os quatro escaleres a bordo. O navio afundou muito rápido, conforme os depoimentos de dois de seus tripulantes, abaixo transcritos:
"O afundamento se processou com grande rapidez. O torpedo alcançou a proa e o navio ergueu-se por certa parte por dois metros para fora da água. Ele conseguiu, entretanto, recuperar sua posição normal, mas foi apenas para começar a submergir. Recebemos imediatamente ordem para ocupar os botes salva-vidas. Quando nos afastamos um pouco, o navio já havia desaparecido." Depoimento do oficial Augusto Gomes.
"Eu me achava de quarto no passadiço de comando no momento em que o torpedo atingiu o navio de proa por bombordo. A tripulação correu logo para os quatro escaleres a bordo. O navio afundou em apenas 20 minutos. O submarino veio à tona e assim se conservou por uns 5 a 8  minutos. Parecia ter uns 65 metros de comprimento. Rodeou os escaleres, e passou a uns 200 metros daquele em que se encontrava o comandante e depois submergiu. Dois minutos mais tarde surgiram aviões da Marinha dos Estados Unidos. Deixaram cair boias, mas não foi possível alcançá-las. O mar estava muito agitado."Depoimento do 3º piloto, José Lobo Medeiros.
Os sobreviventes vagaram no mar por 26 horas, até a chegada do socorro. Uma pessoa morreu: o enfermeiro Manuel Florêncio Coimbra, que dormia em seu camarote no momento do ataque. Ficaram feridos em estado grave o segundo piloto, Sebastião Rogério Andrade, e o marinheiro Wilson Domingos Santos. Os sobreviventes foram resgatados pelo barco da Guarda Costeira dos Estados Unidos, USCG Calypso, e levados a Little Creek, no estado de Delaware.
Assim como procedera nos afundamentos de fevereiro, já tendo sido comprovado o envolvimento de submarinos alemães nos ataques, o governo brasileiro protestou junto à Alemanha, exigindo explicações e reparações pelos danos causados. No entanto, nenhuma resposta lhe foi dada.